# ريك ميلر
ريك ميلر (بالإنجليزية: Rick Miller) (و. 1948 – م) هو لاعب كرة قاعدة، من الولايات المتحدة الأمريكية، ولد في غراند رابيدز.

## جوائز
حصل على جوائز منها:
- جائزة القفاز الذهبي لرولينغز [الإنجليزية]‏.